# رتنیو
رتنیو (به ایتالیایی: Retegno) یک منطقهٔ مسکونی در ایتالیا است که در استان لودی واقع شده‌است.